# Já, Olga Hepnarová
Já, Olga Hepnarová  es una película dramática coproducida internacionalmente de 2016, dirigida por Tomáš Weinreb y Petr Kazda, sobre Olga Hepnarová (1951-1975). Fue una asesina en masa checoslovaca que el 10 de julio de 1973 mató a ocho personas con un camión en Praga. La película se proyectó en la sección Panorama del 66.º Festival Internacional de Cine de Berlín.

## Reparto
- Michalina Olszańska como Olga Hepnarová
- Ondřej Malý como Spyrka
- Marta Mazurek como Alena
- Lukáš Bech como Fiscal
- Juraj Nvota como Defensor
- Gabriela Míčová como Rabska
- Marika Šoposká como Jitka
- Roman Zach como Vaverka

## Recepción
En el sitio web agregador de reseñas Rotten Tomatoes, la película tiene un índice de aprobación del 78% basado en 27 reseñas y una calificación promedio de 6.9/10. El consenso crítico del sitio web dice: "Tan cruda y fascinante como su cinematografía, 'Ja, Olga Hepnarová' ofrece una mirada sobria e inquietante a la vida que condujo al horrible crimen de una mujer en la vida real". En Metacritic, la película tiene una puntuación promedio ponderada de 57 sobre 100, basada en 10 críticas, lo que indica "reseñas mixtas o promedio".
Glenn Kenny escribió una reseña para The New York Times: "Anclada en una sorprendente actuación de Michalina Olszanska, la película checa 'Ja, Olga Hepnarova' es una historia austera e hipnótica de tristeza, locura y asesinato". Y termina su reseña así: "Al principio de la película, la señora Olszanska, una mujer menuda y de hombros estrechos, interpreta a Olga como alguien que intenta encerrarse en sí misma, desplomándose y mirando al suelo mientras fuma un cigarrillo. En su juicio, en el que se declara culpable y exige la pena de muerte, se muestra rígida, recta y desafiante. Las civilizaciones modernas están atormentadas por crímenes como este; "Ja, Olga Hepnarova" sugiere persuasivamente que la única comprensión que podemos tener de ellos es una aterradora."
Escribiendo para The Village Voice, Tanner Tafelski dijo: "Ja, Olga Hepnarová, es un trago amargo de tragar, centrándose en las paradojas de un misántropo".